# Nikab

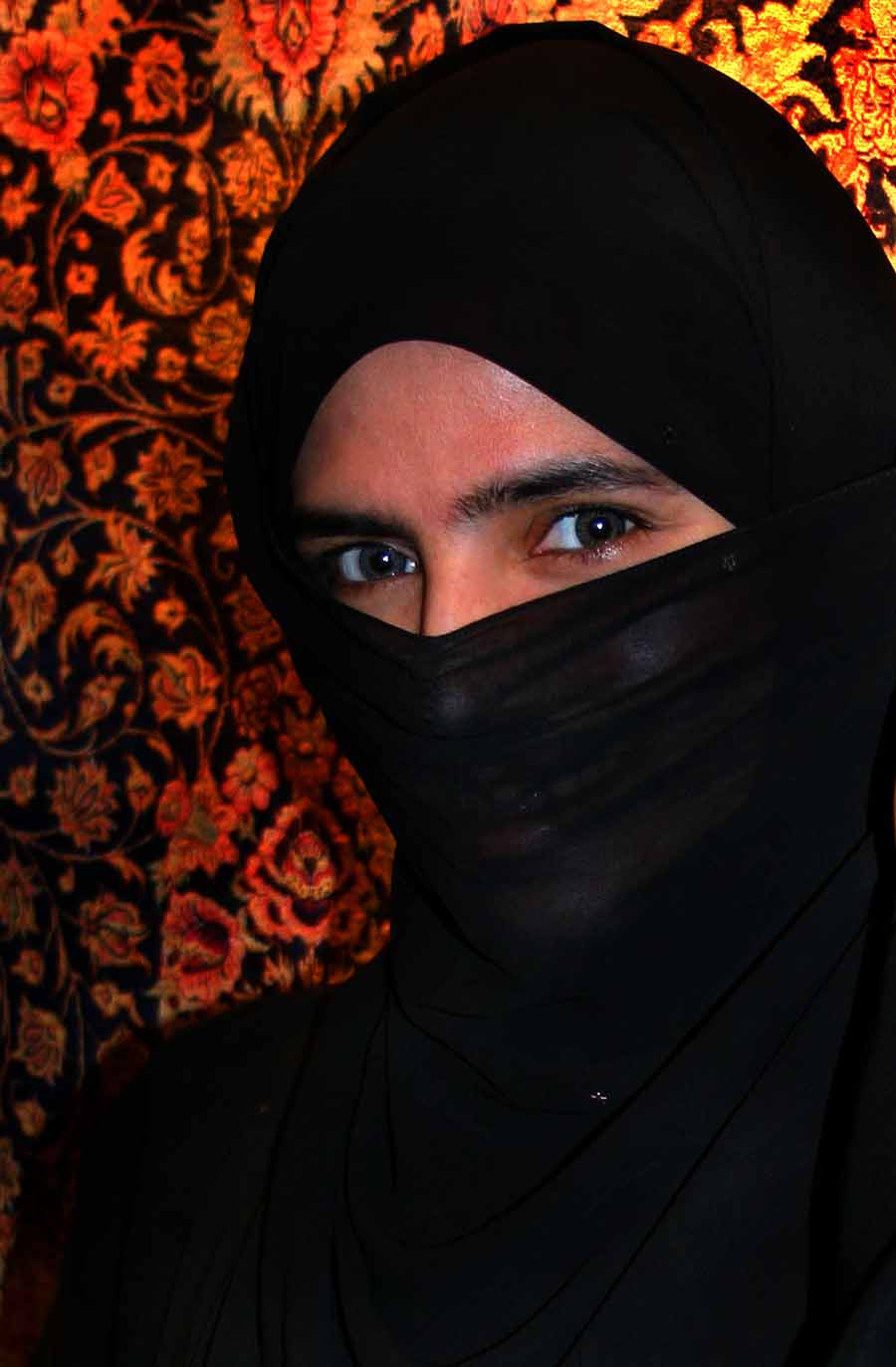
Kobieta w nikabie

Nikab (arab. نِقاب niqāb) – noszona przez muzułmanki jako część hidżabu zasłona na twarz. Istnieją dwie formy nikabu:
1. nikab połowiczny – chusta owijana dookoła głowy, pozostawiając odkryte czoło i oczy
2. nikab całkowity – zasłona całkowicie zakrywająca twarz z otworkami na oczy

Kobiety noszące nikab są określane arabskim wyrazem munaqqabah (l. mn. munaqqabāt).

## Poglądy prawne
Zgodnie z hadisem zawartym w „Sahih” Al-Buchariego Safija bint Szajba przekazała, że A'isza mówiła: „Gdy objawione zostało: »Powiedz wierzącym kobietom, żeby spuszczały skromnie swoje spojrzenia i strzegły swojej czystości« (Surah an-Nur, 24:31), kobiety odcięły skrawki swych spódnic i zakryły nimi swe twarze.”
Według szkół hanafickiej, malikickiej i szafi’ickiej zakrywanie twarzy przez kobietę nie jest obowiązkiem, choć jest zalecane, jeśli istnieje obawa o bezpieczeństwo kobiet. Jedynie szkoła hanbalicka nakazuje noszenie nikabu. Zasłanianie twarzy jest nakazane prawnie w Afganistanie podczas rządów Talibów.
W Tunezji i Włoszech obowiązuje zakaz zasłaniania twarzy przez kobiety. Wprowadzenie takiego zakazu jest planowane również w Holandii i Danii, natomiast aktualnie obowiązuje on w Belgii i Francji, całkowicie zakazując zasłaniania twarzy w miejscach publicznych (Belgia jako pierwsza wprowadziła ten zakaz w Europie).